# Expo 86 (album)
Ne doit pas être confondu avec Expo 86.
Albums de Wolf Parade
At Mount Zoomer
(2008) Wolf Parade
(2016)
Expo 86 est le troisième album du groupe de rock indépendant Wolf Parade, sorti sur le label Sub Pop en 2010. Il fait suite à At Mount Zoomer et sera le dernier disque sorti par le groupe montréalais jusqu'à Wolf Parade, EP sorti en 2016, 6 ans après donc. Son titre fait référence à l'Exposition internationale de 1986 qui s'est tenue à Vancouver, d'où sont originaires certains membres du groupe.
L'album s'est classé à la 48e place des charts américains et à la 24e pour le Canada.

## Liste des titres
1. "Cloud Shadow on the Mountain" (Krug) - 4:22
2. "Palm Road" (Boeckner) - 4:41
3. "What Did My Lover Say? (It Always Had to Go This Way)" (Krug) - 5:42
4. "Little Golden Age" (Boeckner) - 5:00
5. "In the Direction of the Moon" (Krug) - 5:46
6. "Ghost Pressure" (Boeckner) - 5:16
7. "Pobody's Nerfect" (Boeckner) - 5:50
8. "Two Men in New Tuxedos" (Krug) - 3:09
9. "Oh You, Old Thing" (Krug) - 5:46
10. "Yulia" (Boeckner) - 3:47
11. "Cave-o-Sapien" (Krug) - 6:19